# Петър Витанов (футболист, р. 1967)
Петър Витанов (роден на 19 март 1967 г.), наричан по прякор Патрика, е бивш български футболист, играл като полузащитник и нападател.

## Кариера
Витанов израства в школата на ЦСКА (София). Още като дете получава прякора Патрика, тъй като се прехласва по бившия френски национал Патрик Ревели. Дебютира за първия отбор през сезон 1985/86, когато изиграва 2 мача в А група. През 1986 г. е изпратен в Шумен, където играе един сезон във В група.
През лятото на 1987 г. се завръща в ЦСКА и носи екипа на „армейците“ през следващите три сезона и половина. Записва общо 79 мача с 9 гола в първенството. Става двукратен шампион на България през 1988/89 и 1989/90, както и двукратен носител на купата през 1987/88 и 1988/89. Във финала за трофея през 1988 г. бележи два гола за победата с 4:1 срещу Левски (София).
През януари 1991 г. Витанов преминава в Славия (София), където до края на сезона изиграва 5 мача и вкарва 1 гол. Бележи единственото си попадение при победа срещу Левски с 4:3 на 12 май 1991 г.
През лятото на 1991 г. облича екипа на тогавашния шампион Етър (Велико Търново). Играе при равенството 1:1 с немския Кайзерслаутерн за КЕШ на 2 октомври 1991 г. По време на сезона в А група записва 12 мача с 1 гол за Етър.
През 1992 г. заминава за Германия, където играе няколко месеца в местния отбор Люруп. През януари 1993 г. се завръща в България и преминава в Янтра (Габрово).
Витанов завършва кариерата си през сезон 1993/94 с отбора на Славия. През лятото на 1994 г. се отказва от футбола едва на 27-годишна възраст заради множество контузии.

## Успехи
ЦСКА (София)
- А група:
  -  Шампион (2): 1988/89, 1989/90

- Купа на България:
  -  Носител (2): 1987/88, 1988/89

- Купа на Съветската армия:
  -  Носител (2): 1988/89, 1989/90